# Perth Glory Football Club
Maillots
Actualités
Perth Glory FC est un club australien de football basé à Perth.

## Identité du club

### Logo

Ancien logo (1996-2004)
Ancien logo (2005-2008)
Logo  actuel (Depuis 2008)

## Palmarès
- National Soccer League (2) :
  - Champion : 2003 et 2004.
  - Vice-champion : 2000 et 2002.

- A-League :
  - Vice-champion : 2019.
  - Troisième : 2012.

## Joueurs et personnalités du club

### Entraîneurs
Le tableau suivant présente la liste des entraîneurs du club depuis 1996.
| Rang | Nom                 | Période                 |
| ---- | ------------------- | ----------------------- |
| 1    | Gary Marocchi       | 1996 – 1998             |
| 2    | Bernd Stange        | 1998 – 2001             |
| 3    | Mich d'Avray        | 2001 – 2004             |
| 4    | Steve McMahon       | 25.01.2005 – 07.12.2005 |
| 5    | Alan Vest (intérim) | 08.12.2005 – 25.07.2006 |
| 6    | Ron Smith           | 26.07.2006 – 04.11.2007 |

| Rang | Nom              | Période                 |
| ---- | ---------------- | ----------------------- |
| 7    | David Mitchell   | 04.12.2007 – 12.10.2010 |
| 8    | Ian Ferguson     | 12.10.2010 – 09.02.2013 |
| 9    | Alistair Edwards | 11.02.2013 – 17.12.2013 |
| 10   | Kenny Lowe       | 20.12.2013 – 30.04.2018 |
| 11   | Tony Popović     | depuis le 01.05.2018    |

### Anciens joueurs
- Jacob Burns
- Simon Colosimo
- Ante Čović
- Jamie Coyne
- Bobby Despotovski
- Alistair Edwards
- Richard Garcia
- Rostyn Griffiths
- Jamie Harnwell
- Danny Hay
- Scott Jamieson
- Scott Miller
- Gareth Naven
- Adriano Pellegrino
- Liam Reddy
- Josh Risdon
- Mile Sterjovski
- Adam Taggart
- David Tarka
- Nikolai Topor-Stanley
- Michael Thwaite
- Nick Ward
- Gavin Wilkinson
- Nikita Rukavytsya
- Shane Smeltz
- Robbie Fowler
- Daniel Sturridge
- Andy Todd
- Billy Mehmet
- Andy Keogh
- Steven McGarry
- Diego Castro
- William Gallas
- Branko Jelić
- Nebojša Marinković